# Crucible (album)
Crucible is het tweede studioalbum van de heavymetalband Halford, uitgebracht op 25 juni 2002.

## Tracklisting
1. Park Manor [Instrumental] – 1:11
2. Crucible – 4:26
3. One Will – 3:32
4. Betrayal – 3:04
5. Handing Out Bullets – 3:16
6. Hearts of Darkness – 3:48
7. Crystal – 4:37
8. Heretic – 3:49
9. Golgatha – 4:20
10. Wrath of God – 3:11
11. Weaving Sorrow – 3:28
12. Sun – 3:48
13. Trail of Tears – 5:56
14. She – 4:01
15. Fugitive – 4:01

De Japanse versie bevat twee bonusliedjes, "In the Morning" en "Rock the World Forever".